# Train royal (Royaume-Uni)
 (mars 2017).
Si vous disposez d'ouvrages ou d'articles de référence ou si vous connaissez des sites web de qualité traitant du thème abordé ici, merci de compléter l'article en donnant les références utiles à sa vérifiabilité et en les liant à la section « Notes et références ».

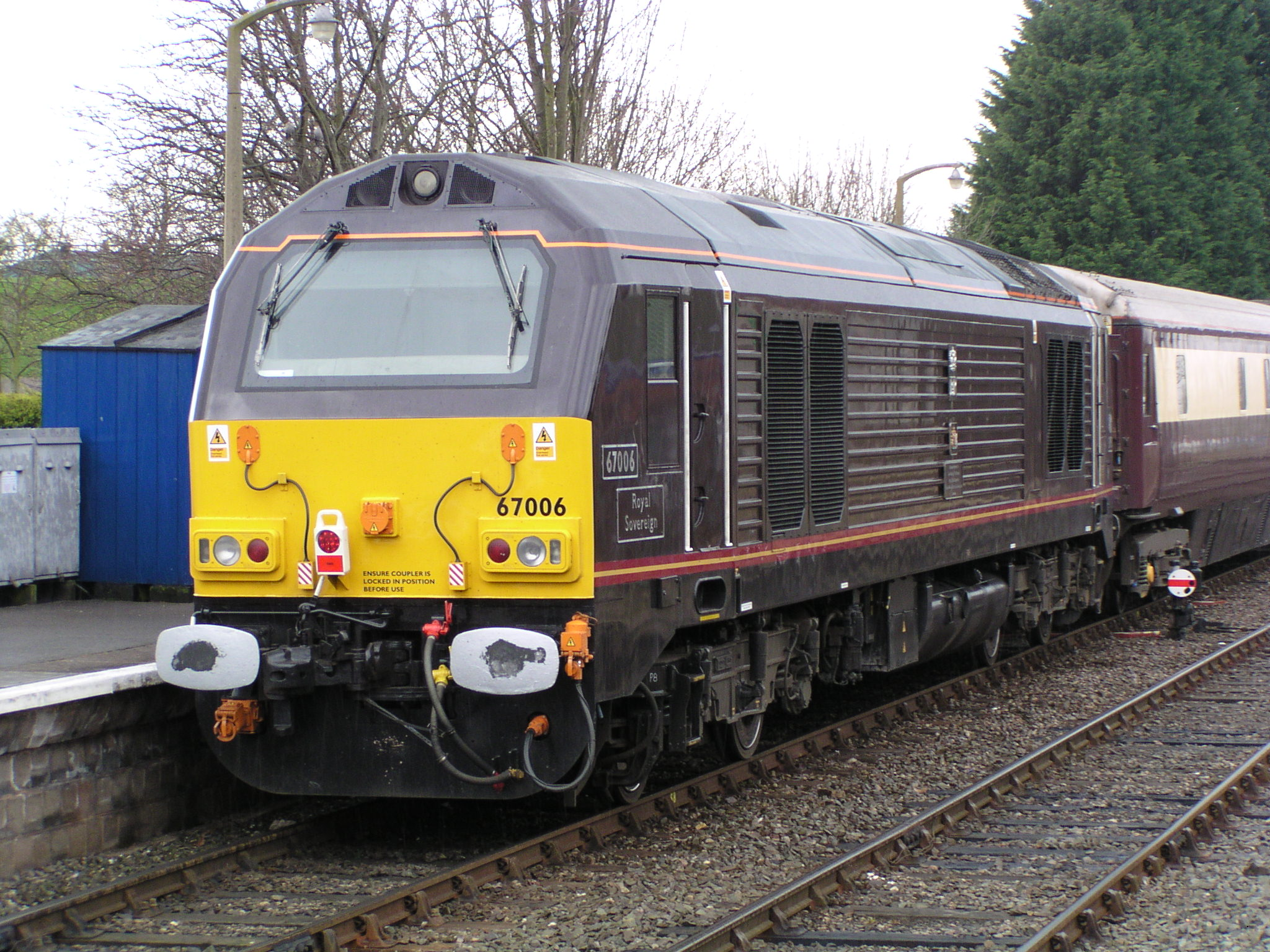
La locomotive 67006 de la Class 67, en livrée Royal Claret, une des deux locomotives actuellement affectées au service du train royal depuis 2005.

Le train royal (Royal Train) est une rame de voitures de chemin de fer réservée à l'usage exclusif de la monarchie britannique, des membres de la famille royale et de leur personnel.

## Histoire
La reine Victoria fut la première souveraine britannique à voyager en train, en 1842, lorsqu'elle emprunta le Great Western Railway (GWR) sur la ligne reliant Londres à Windsor (pour le château de Windsor). Aussitôt, les principales compagnies de chemin de fer présentes dans les îles Britanniques ont eu leurs propres voitures réservées à l'usage de la famille royale et d'autres dignitaires.
En 1948, avec la création de British Rail, les différentes régions ont conservé leurs propres voitures royales. Un « train royal » unique ne fut constitué qu'en 1977 en réponse aux demandes pour le Silver Jubilee. Ce train a été maintenu après la privatisation des chemins de fer britanniques, bien que la famille royale ait voyagé plus fréquemment, ces dernières années, dans des trains du service ordinaire pour minimiser les dépenses.

## Exploitation actuelle
Actuellement, le train est composé de neuf voitures, qui ne sont toutefois pas toutes utilisables dans un même train compte tenu de leur spécialisation. Deux locomotives sont spécialement affectées à ce train, mais elles continuent d'assurer aussi d'autres services.
Ces véhicules peuvent également être utilisés par d'autres chefs d'État, mais en aucun cas être louées par des utilisateurs privés.

## Locomotives affectées au train royal

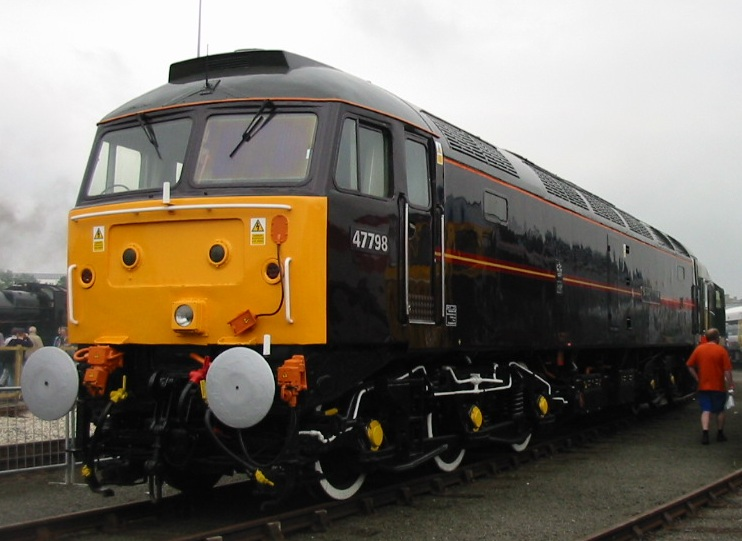
Ancienne locomotive royale n° 47798 Prince William à l'occasion de la fête Rail200 au National Railway Museum le 1er juin 2004.

Bien que les chemins de fer aient souvent désigné des locomotives pour tracter le train royal (avec un programme de maintenance particulier), aucune locomotive n'avait jamais été réservée à ce train avant les années 1980 lorsque deux locomotives Classe 47 ont été repeintes dans la couleur bordeaux de la maison royale.  Au cours des années 1990, ces locomotives ont été affectées au service du train royal jusqu'à ce qu'elles soient remplacées en 2003 par deux locomotives Classe 67, propriété d'EWS. Les nouvelles locomotives sont utilisées aussi sur des trains de fret normaux lorsqu'elles n'assurent pas de service royal. À l'occasion, le train royal est attelé à d'autres machines, comme en mars 2005 lorsque le Prince Charles fut transporté sur le Settle-Carlisle Railway par la locomotive à vapeur, Duchess of Sutherland.
Les locomotives affectées au service du train royal au cours des années sont les suivantes :
- 1990-2004 : locomotives Classe 47 n° 47834 Fire Fly et n° 47835 Windsor Castle (peintes en livrée InterCity) par la suite modernisées, renumérotées et rebaptisées n° 47798 Prince William et n° 47799 Prince Henry (peinte en Royal Purple). Toutes deux ont été retirées du service, la dernière étant conservée par le National Railway Museum de York.
- depuis 2004 : locomotives Classe 67  n° 67005 Queen's Messenger et n° 67006 Royal Sovereign (peintes en Royal Purple).

## Voitures du train royal

### Voitures historiques
Le tableau ci-dessous énumère les voitures du train royal dans l'ordre chronologique jusqu'en 1977. Quand une date de construction est indiquée séparément, le véhicule a été transformé plutôt que reconstruit.
| Légende : | En service | Radiée | Conservée | Retournée au service normal | Affectée au parc de service | Mise au rebut |

| Numéro                  | Mise en service     | Propriétaire initial                 | Radiation              | Observations | Emplacement actuel                               |
| ----------------------- | ------------------- | ------------------------------------ | ---------------------- | --- | ------------------------------------------------ |
| 2                       | 1842                | London and Birmingham Railway        | 1850                   | Salon de la reine Adélaïde                                                                                             | National Railway Museum, York                    |
| (LMS 802)               | 1869                | London and North Western Railway     | 1902                   | Salon de la reine Victoria. À l'origine, deux véhicules jusqu'à ce qu'ils soient combinés sur un seul châssis en 1895. | National Railway Museum, York                    |
| 229 / 9001              | 1874                | Great Western Railway                | 1912                   | Salon de la reine Victoria                                                                                             | "Small section" au National Railway Museum, York |
| 10                      | 1877                | London and South Western Railway     | 1925                   | Salon du prince de Galles                                                                                              | Stoborough                                       |
| 8                       | 1881 (Constr. 1877) | Great Eastern Railway                | 1897 (parc voyageurs)  | Salon du prince de Galles                                                                                              | Embsay                                           |
| 17                      | 1887 (Constr. 1885) | London and South Western Railway     | 1913 (parc voyageurs)  | Salon | Inconnu                                          |
| 153                     | 1897                | Belfast and County Down Railway      | ?                      | Salon | Downpatrick                                      |
| 233 / 9002              | 1897                | Great Western Railway                | 1930                   | Diamond Jubilee train saloon                                                                                           | Swindon                                          |
| 234 / 9003              | 1897                | Great Western Railway                | 1930                   | Diamond Jubilee train saloon                                                                                           | Barry                                            |
| 5                       | 1898                | Great Eastern Railway                | 1925 (parc de service) | Salon de la princesse de Galles                                                                                        | Lakeside & Haverthwaite Railway                  |
| 1                       | 1901 (Constr. 1898) | Great North of Scotland Railway      | 1910 (parc voyageurs)  | Salon | Bo'ness & Kinneil Railway                        |
| (LMS 800)               | 1902                | London and North Western Railway     | 1947                   | Salon du roi Édouard VII                                                                                               | National Railway Museum, York                    |
| (LMS 801)               | 1902                | London and North Western Railway     | 1947                   | Salon de la reine Alexandra                                                                                            | National Railway Museum, York                    |
| 72 / 5072 / 10504 / 804 | 1903                | London and North Western Railway     | 1948                   | Salon semi-royal, utilisé par Winston Churchill pendant la Seconde Guerre mondiale                                     | Mise au rebut 1998                               |
| 74 / 5074 / 10506 / 806 | 1903                | London and North Western Railway     | 1971                   | Salon semi-royal | Bluebell Railway                                 |
| 82 / 109                | 1908                | East Coast Joint Stock               | 1977                   | Wagon-frein du train royal                                                                                             | National Railway Museum, York                    |
| 395                     | 1908                | East Coast Joint Stock               | 1977                   | Salon du roi Édouard VII                                                                                               | National Railway Museum, York                    |
| 396                     | 1908                | East Coast Joint Stock               | 1977                   | Salon de la reine Alexandra                                                                                            | National Railway Museum, York                    |
| 1910 / 809              | 1912                | Midland Railway                      | 1951 (parc voyageurs)  | Salon du roi George V. parc voyageurs 1923-33, n° 2795                                                                 | Midland Railway, Butterley                       |
| 10070 / 5154            | 1924 (Constr. 1905) | London, Midland and Scottish Railway | 1977                   | Voiture du personnel, avec générateurs dans le wagon-frein                                                             | National Railway Museum, Shildon                 |
| 10071 / 5155            | 1924 (Constr. 1905) | London, Midland and Scottish Railway | 1977                   | Voiture-couchettes du personnel                                                                                        | National Railway Museum, Shildon                 |
| 798                     | 1941                | London, Midland and Scottish Railway | 1977                   | Salon blindé du roi George VI                                                                                          | Glasgow                                          |
| 799                     | 1941                | London, Midland and Scottish Railway | 1977                   | Salon blindé de la reine Élizabeth (plus tard la reine-mère)                                                           | National Railway Museum, York                    |
| 31209 / 2910            | 1941                | London, Midland and Scottish Railway | 1989                   | Voiture-lits du personnel avec générateurs, conservée dans le train d’après 1977                                       | Mise au rebut en 1991                            |
| 9006                    | 1945                | Great Western Railway                | 1984                   | Salon de la reine Élizabeth (plus tard la reine mère)                                                                  | Midland Railway-Butterley                        |
| 9007                    | 1945                | Great Western Railway                | 1984                   | Salon de la reine Élizabeth (plus tard la reine mère)                                                                  | National Railway Museum, York                    |
| 45000 / 2911            | 1948 (Constr. 1920) | British Railways                     | 1990                   | Salon, conservée dans le train d’après 1977                                                                            | Midland Railway, Butterley                       |
| 45005                   | 1948 (Constr. 1942) | British Railways                     | 1977                   | Salon | Fawley Hill                                      |
| 45006 / 2912            | 1948 (Constr. 1942) | British Railways                     | 1989                   | Salon, conservée dans le train d’après 1977                                                                            | Mise au rebut en 1991                            |
| 2900                    | 1955                | British Railways                     | 1994                   | Salon, chambre et salle de bains de la famille royale, conservée dans le train d’après 1977                            | Conservée, Fawley Hill Railway                   |
| 499 / 2902              | 1956                | British Railways                     | 1994                   | Voiture-restaurant de la famille royale avec cuisine, conservée dans le train d’après 1977                             | Conservée, Midland Railway Centre                |
| 2901                    | 1957                | British Railways                     | 1994                   | Royal Household office, bedrooms and bathrooms, conservée dans le train d’après 1977                                   | Conservée, Bressingham Steam Museum              |
| 2013 / 2908             | ? (Constr. 1958)    | British Railways                     | 1984                   | Voiture-lits du personnel, conservée dans le train d’après 1977                                                        | Conservée, Southall Railway Museum               |
| 325 / 2907              | ? (Constr. 1961)    | British Railways                     | 1993 ( parc voyageurs) | Voiture-restaurant du personnel, avec cuisine, conservée dans le train d’après 1977                                    | Dans le parc voyageurs sous le numéro 325        |

### Parc depuis 1977
En 1977, le train royal fut fortement modifié afin de le moderniser pour son utilisation à l'occasion de la célébration du Silver Jubilee de la reine Élisabeth II. Plusieurs nouvelles voitures furent ajoutées et certaines anciennes modernisées ou radiées. Depuis cette date, tous les véhicules du train royal ont été repeints dans la couleur Royal Purple et numérotés dans une série spéciale commençant à 2900.
D'autre modifications ont été apportées à la fin des années 1980, plusieurs nouvelles voitures étant alors ajoutées au parc. Depuis lors, le train royal est composé uniquement de voitures type Mark 3, dont la vitesse maximum est de 200 km/h. Cette caractéristique permet au train royal d'emprunter certains sillons rapides sur les grands axes du réseau britannique.
Le tableau ci-dessous énumère tous les véhicules figurant dans le parc depuis 1977 dans l'ordre numérique.
| Légende : | En service | Radiée | Conservée | Retournée au service normal | Affectée au parc de service | Mise au rebut |

| Numéro | Numéro précédent   | Conversion | Affectation                                                                      | Emplacement actuel                            |
| ------ | ------------------ | ---------- | -------------------------------------------------------------------------------- | --------------------------------------------- |
| 2900   | -                  | New (1955) | Royal Family lounge, bedrooms and bathroom                                       | Conservée, Fawley Hill Railway                |
| 2901   | -                  | New (1957) | Royal Household office, bedrooms and bathrooms                                   | Conservée, Bressingham Steam Museum           |
| 2902   | 499                | New (1956) | Voiture-restaurant de la famille royale avec cuisine ; renumérotée 1977          | Conservée, Midland Railway Centre             |
| 2903   | 11001              | 1977       | HM Queen's lounge, bedroom and bathroom                                          | en service                                    |
| 2904   | 12001              | 1977       | HRH Duke of Edinburgh's lounge, bedroom and bathroom                             | en service                                    |
| 2905   | 14105              | 1977       | Voiture-couchettes de la maison royale, diesel generator & brake van             | Retournée au parc voyageurs sous le n° 17105  |
| 2906   | 14112              | 1977       | Voiture-couchettes de la maison royale                                           | parc de service n° 977969                     |
| 2907   | 325                | 1977       | Voiture-restaurant de la maison royale avec cuisine                              | Retournée au parc voyageurs, 325              |
| 2908   | 2013               | 1977       | Voiture-lits de la maison royale                                                 | Conservée, Southall Railway Museum            |
| 2909   | 2500               | 1981       | Voiture-lits de la maison royale                                                 | Radiée, West Coast Railway Company, Carnforth |
| 2910   | M31209M            | New (1941) | Voiture-lits de la maison royale, générateur & et wagon-frein ; renumérotée 1983 | Mise au rebut (1991)                          |
| 2911   | LNWR 5000, M45000M | New (1920) | Special saloon; renumérotée 1983                                                 | Conservée, Midland Railway Centre             |
| 2912   | M45006M            | New (1942) | Salon spécial ; renumérotée 1983                                                 | Mise au rebut (1991)                          |
| 2914   | 10734              | 1985       | Voiture-lits de la maison royale                                                 | Retournée au parc voyageurs, 10734            |
| 2915   | 10735              | 1985       | Voiture-lits de la maison royale                                                 | en service                                    |
| 2916   | 40512              | 1986       | Voiture-restaurant de la maison royale avec cuisine                              | en service                                    |
| 2917   | 40514              | 1986       | Voiture-restaurant de la maison royale avec cuisine                              | en service                                    |
| 2918   | 40515              | 1986       | Voiture de la maison royale                                                      | Garée                                         |
| 2919   | 40518              | 1986       | Voiture de la maison royale                                                      | Garée                                         |
| 2920   | 14109, 17109       | 1986       | Royal Household couchette, diesel generator & brake van                          | en service                                    |
| 2921   | 14107, 17107       | 1986       | Royal Household couchette, kitchen & brake van                                   | en service                                    |
| 2922   | -                  | New (1987) | Voiture-lits du prince de Galles                                                 | en service                                    |
| 2923   | -                  | New (1987) | Salon du prince de Galles                                                        | en service                                    |

## Retraite prévue en 2027
En 2025, le roi Charles III déclare que ce train royal sera hors d'usage en 2027, favorisant l'usage de l'hélicoptère et du train public. En effet, entre 2024 et 2025, le train n'a été utilisé que deux fois, coûtant 105 000 livres d'exploitation. 141 voyages en hélicoptère coûtaient en moyenne 4 600 livres, dépense considérée plus raisonnable. Il n'est pas certain que les voitures du train soient conservées auprès de[s] musée[s].  